# スレデツ (ブルガス州)
座標: 北緯42度21分 東経27度12分 / 北緯42.350度 東経27.200度

スレデツ
Средецスレデツ ブルガリア内のスレデツの位置

スレデツ（ブルガリア語: Средѐц、ラテン文字転写:Sredets）はブルガリア南東部の町、およびそれを中心とした基礎自治体。ブルガス州に属する。

## 地理
スレデツはマンドレンスコ湖（Mandrensko）の近く、ストランジャ山脈（Странджа、Strandzha、トルコ語:ユルドゥズ・ダーラル Yıldız Dağları、またはウストランジャ Istranca）の北側斜面に位置している。スレデツの町は、オスマン帝国支配下の時代にはカラブナル（Karabunar）、共産主義政権支配下の1960年から民主化後の1992年にかけてはグルドヴォ（Грудово、Grudovo）と呼ばれた。

## 歴史
スレデツの地域には古代より人の居住が確認されており、また中世のブルガリア帝国、およびビザンティン帝国の要塞も存在していたが、現代のスレデツは1595年にこの地を訪れた外国人、そして1676年から1732年にかけてのオスマン帝国の徴税人によって築かれたものである。
スウェーデンのカール12世が1713年、コンスタンティノポリスへ向かうためにこの地に滞在した。また、正教会の神品でブルガリア民族復興の英雄、後に聖人に列せられたヴラツァのソフロニイ（ブルガリア語:Софроний Врачански、Sofroniy Vrachanski、英語:ソフロニウス　Sophronius of Vratsa）は1792年から1793年にかけて教師としてこの地で働いた。1827年にロシア帝国の軍によって町は純粋にブルガリア人のみのものとし、その後、ブルガリア民族復興の英雄ヴァシル・レフスキが1868年にこの地を訪れている。
ブルガリアがオスマン帝国から独立した1878年以降、1934年に町の名前はスレデツに改名された。ブルガリア共産党によって1923年に引き起こされた9月蜂起の指導者であるトドル・グルドフ（Тодор Грудов、Todor Grudov）にちなんで、共産党統治時代の1960年に町の名前はグルドヴォに改名された。共産主義体制が崩壊し、民主化された後の1992年、町の名称は再びスレデツに戻された。2015年、トルコからブルガリアに移入しようとしたアフガニスタン難民が射殺されるブルガリア難民射殺事件が起きる。

## 町村
スレデツ基礎自治体（Община Средец）には、その中心であるスレデツをはじめ、以下の町村（集落）が存在している。
- Белеврен （Belevren ）
- Белила（Belila ）
- Бистрец（Bistrets ）
- Богданово （Bogdanovo ）
- Варовник （Varovnik ）
- Вълчаново（Valchanovo ）
- Голямо Буково（Golyamo Bukovo）
- Горно Ябълково（Gorno Yabalkovo）
- Гранитец （Granitets）
- Граничар（Granichar ）
- Дебелт（Debelt ）
- Долно Ябълково （Dolno Yabalkovo）
- Драка（Draka ）
- Драчево（Drachevo ）
- Дюлево（Dyulevo ）
- Загорци（Zagortsi ）
- Зорница （Zornitsa ）

- Кирово（Kirovo ）
- Кубадин（Kubadin ）
- Малина（Malina ）
- Момина църква（Momina Tsarkva）
- Орлинци（Orlintsi ）
- Проход（Prohod ）
- Пънчево （Panchevo ）
- Радойново （Radoynovo ）
- Росеново（Rosenovo ）
- Светлина（Svetlina ）
- Синьо камене （Sinyo Kamene ）
- Сливово（Slivovo ）
- Средец（Sredets）
- Суходол（Suhodol ）
- Тракийци（Trakiytsi）
- Факия（Fakiya ）